# Принц Уельський (коктейль)

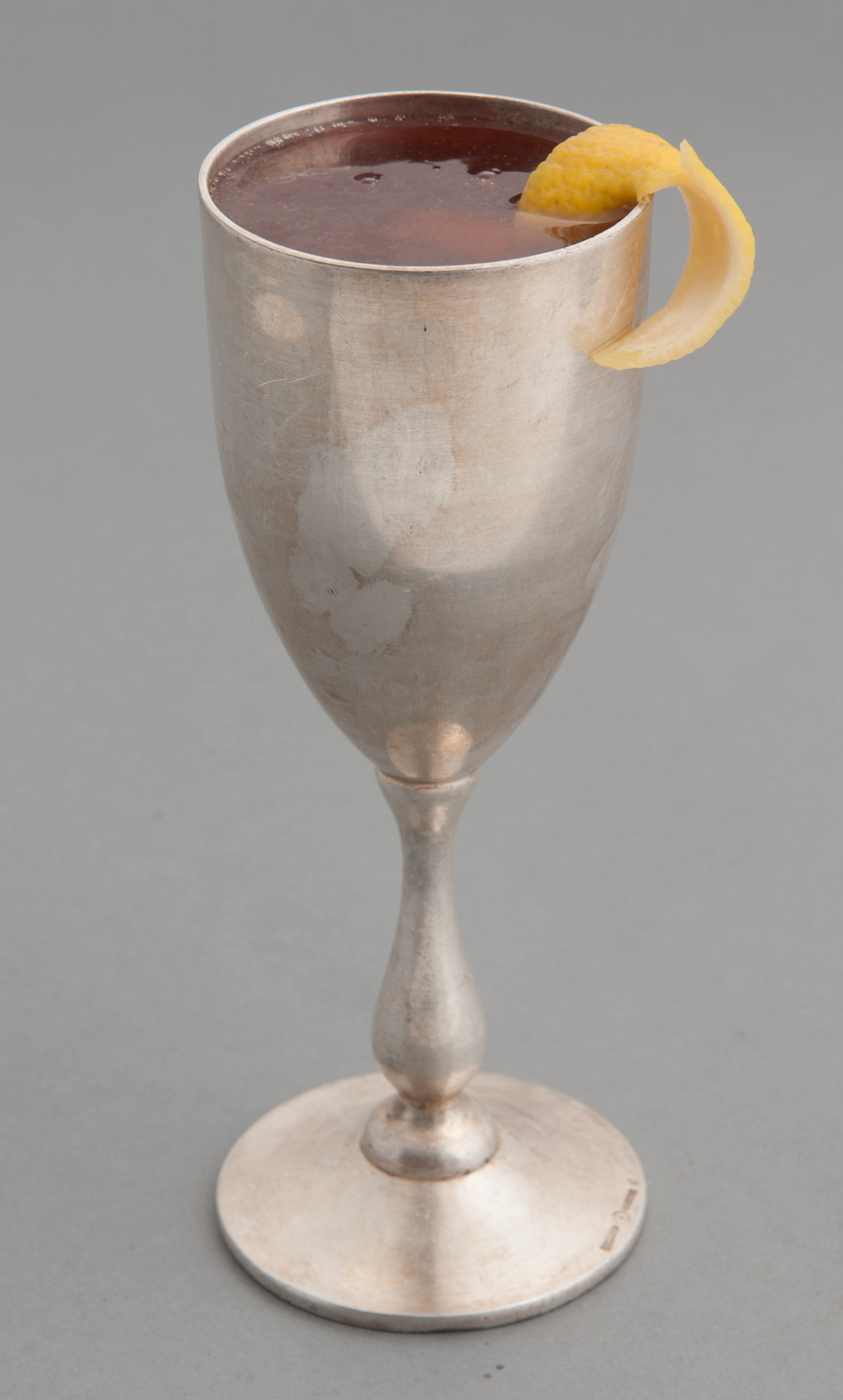
Принц Вельський

Принц Уельський (англ. Prince of Wales) — це коктейль, створений Альбертом Едвардом, принцом Уельським, що став королем Едвардом VII. Існують кілька варіацій напою, проте спільним складником зазвичай є шампанське, ангостура, рисове віскі чи коньяк, та лікер.
В анонімній біографії короля Едварда, Особисте життя короля Едварда VII, авторство напою приписують принцу. Коктейль складався з «невеликої кількості рисового віскі та ангостури, товченого льоду, маленького кубика ананаса, шматочка лимонної цедри, кількох крапель мараскіно, невеликої кількості шампанського та цукрової пудри за смаком».
Сем Меєр з cocktailians.com [Архівовано 14 вересня 2017 у Wayback Machine.] визначає складники у такій кількості:
- 45 мл рисового віскі
- 30 мл шампанського
- 1 шматочок ананаса
- трохи ангостури
- 1/4 ст. ложки (1.25 мл) мараскіно
- 1 ст. ложка (5 мл) цукру чи просто сиропу

Напій готують шляхом перемішування цукру з бітером, додаючи віскі та лікер, а потім ананас. Все це струшують з товченим льодом, зціджують в коктейльний келих і додають шампанське. В деяких рецептах замість рисового віскі використовують коньяк або бренді, замість мараскіно — бенедиктин чи інший лікер, та апельсин замість ананаса. Методи приготування також різняться.
Сем Меєр вихваляє коктейль, говорячи, що це є «дивовижний напій з пряним рисом … солодким мараскіно й ананасом, що доповнюють один одного, та бульбашками, що все це об'єднують». Згідно з Андре Доміне, принц уельський гармонійно поєднує гіркий, солодкий та кислий смаки.